# Pieve del Cairo
Pieve del Cairo – miejscowość i gmina we Włoszech, w regionie Lombardia, w prowincji Pawia.
Według danych na rok 2004 gminę zamieszkiwało 2168 osób, 86,7 os./km².